# Elección al Senado de los Estados Unidos en Alabama de 2022
La elección al Senado de los Estados Unidos de 2022 en Alabama se llevaron a cabo el 8 de noviembre de 2022 para elegir a un miembro del Senado de los Estados Unidos que represente al estado de Alabama. El senador titular, Richard Shelby, fue elegido por primera vez en 1986 y reelegido en 1992 como demócrata antes de pasar al Partido Republicano en 1994. En su elección más reciente en 2016 , fue reelegido con el 64% de los votos sobre el demócrata Ron Crumpton. En febrero de 2021, Shelby anunció que no buscaría la reelección para un séptimo mandato.

## Primarias republicanas

### Candidatos

#### Nominada
- Katie Britt, ex presidenta y directora ejecutiva del Business Council of Alabama y exjefa de personal del senador estadounidense Richard Shelby[4][5]

#### Eliminado en segunda vuelta
- Mo Brooks, miembro de la Cámara de Representantes por el 5.º distrito congresional de Alabama (2011–presente) y candidato para Senado de EE. UU. en 2017.[6]

#### Eliminados en primera vuelta
- Lillie Boddie.[6]
- Karla DuPriest, empresaria.[7]

- Michael Durant, piloto de Ejército de los EE.UU. y autor.[8]
- Jake Schafer, autor.[9]

## Primarias demócratas

### Candidatos

#### Nominado
- Will Boyd, pastor.[10]

#### Eliminados en primaria
- Brandaun Dean, alcalde de Brighton (2016–2017).[11][12]
- Lanny Jackson.[13][14]

## Candidatos independientes
- Adam Bowers, profesor de silvicultura en Lurleen B. Wallace Community College y veterano del Cuerpo de Marines (no afiliado, escrito)[15][16]
- Jarmal Jabber Sanders, reverendo (no afiliado).[17]